# Muchosa

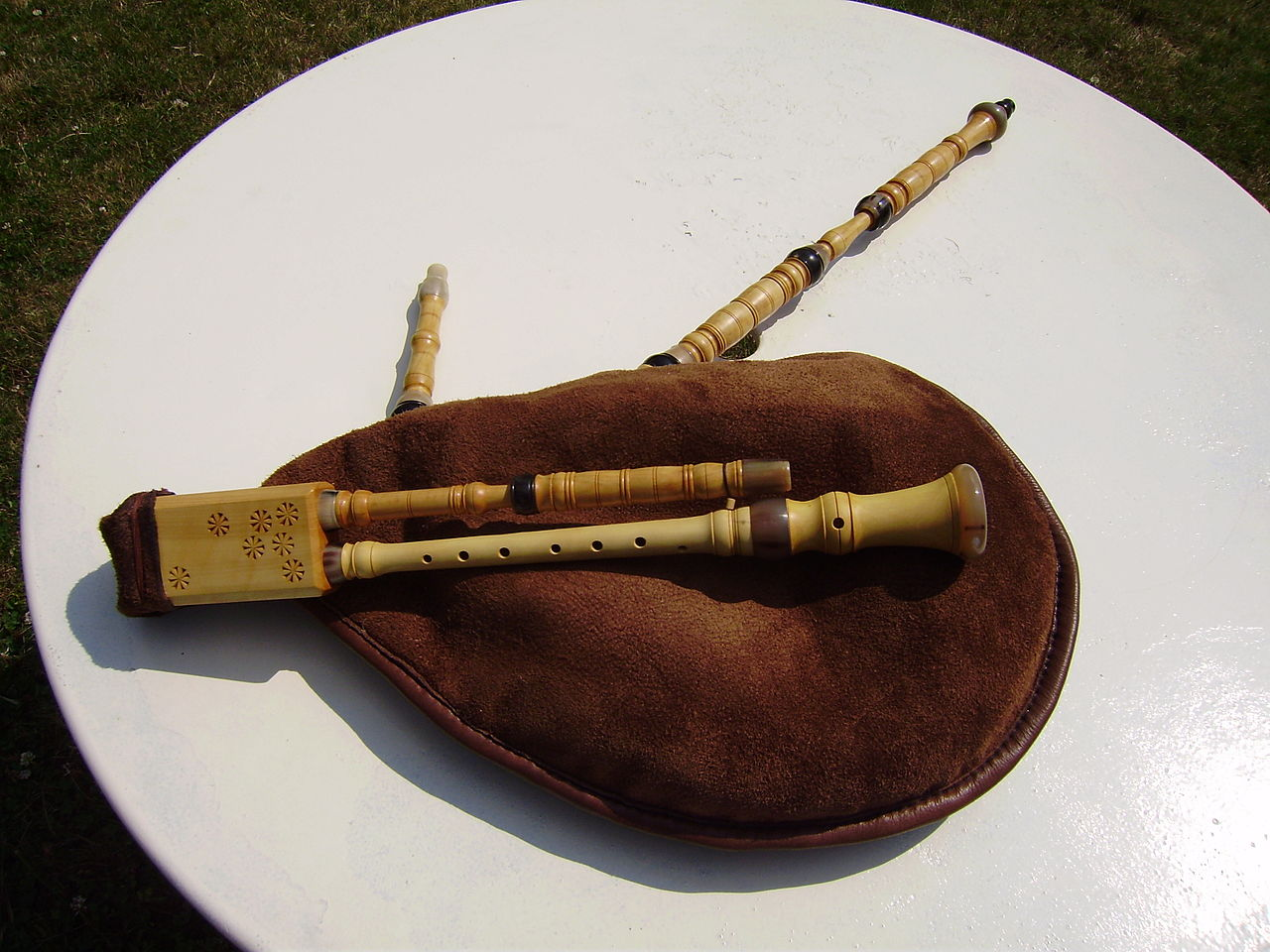
Een muchosa

Een muchosa (myʃosa) is een doedelzak die vanaf de dertiende eeuw in het Belgische Henegouwen en het noorden van Frankrijk bespeeld werd. In Henegouwen komen verschillende historische benamingen voor, afgeleid van het middeleeuwse Latijn musa: muse-au-sac, mouchafou, moujacou. In het Franse Picardië komt de benaming pipasso voor.
Het instrument is voorzien van één melodiepijp en twee bourdonpijpen. De melodiepijp en de kleine tenorbourdon steken in een gemeenschappelijke vierkante houder en de grote basbourdon, met zijn aparte houder, rust op de schouder van de speler. De melodiepijp heeft een conische boring met een wijde klankbeker en werkt met een dubbelriet. De twee bourdonpijpen, met cilindrische boring, werken met een enkelriet. De lederen balg is voorzien van een  vulpijp met terugslagklep. Volgens de classificatie van Jean-Pierre Van Hees wordt het instrument gerangschikt als een hybride (wegens de combinatie van twee rietensystemen) driestemmige (drie geluidspijpen) monomelodische (één enkele melodiepijp) doedelzak.

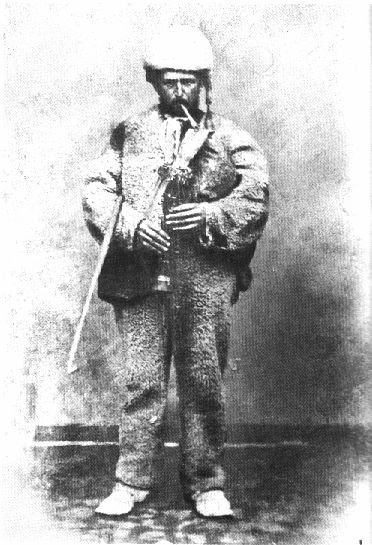

Na de Eerste Wereldoorlog is de muchosa gedurende een dertigtal jaren niet meer bespeeld, tot de herontdekking van het instrument in de jaren 1960, dankzij het onderzoek van Hubert Boone, wetenschappelijk medewerker aan het Muziekinstrumentenmuseum  (M.I.M.). De namen van enkele muchosaspelers (de zogenaamde muchards) van de oude traditie, zoals de gebroeders Piron, en Alphonse Gheux konden nog worden geregistreerd. Vooraanstaande acteurs van de heropleving van de muchosa zijn de Waalse doedelzakbouwer Remy Dubois en Jean-Pierre Van Hees, later gevolgd door Jean-Marie Van Coppenolle, Pascale Gheux (achterkleindochter van Alphonse Gheux), Olle Geris, Gislaine Desmaris die een actieve bijdrage geleverd hebben om de traditie van de muchosa in België en Noord-Frankrijk in ere te houden.